# النجم الرياضي ببنقردان
النجم الرياضي ببنقردان (بالفرنسية: Étoile sportive de Bengardane)‏، هو نادي رياضي تونسي تأسس في 10 جويلية 2023 بمدينة بنقردان، يرأس النادي عبد الكريم أبو علي.
يلعب مباراياته المحلية في ملعب 7 مارس الذي تبلغ سعته 10000 متفرج.

## المؤسسون
| الإسم                                                        | الخطة   |
| عبد الكريم أبو علي                                           | الرئيس  |
| فيصل بوراسين نور الدين الجبالي عبد الرزاق أبو علي زهرة شندول | الأعضاء |

## الملعب
يلعب النجم الرياضي بنقردان مبارياته المحلية، في الملعب البلدي ببنقردان الذي يتسع ل 2,000 متفرج و في ملعب 7 مارس ببنقردان الذي يضم 10,000 مقعد.
| - جانب من مدارج ملعب 7 مارس |

## مقالات ذات صلة
- النجم الرياضي ببنقردان (كرة اليد)

## وصلات خارجية
- الموقع الرسمي للجامعة التونسية لكرة القدم.